# Omar Ibrahim Ghalawanji
Omar Ibrahim Ghalawanji (in arabo عمر ابراهيم غلاونجي; Tartus, 1954) è un politico siriano.
Nell'agosto 2012 è stato per alcuni giorni il primo ministro provvisorio della Siria.
Dal giugno 2012 ricopre la carica di viceministro degli affari interni. 
È islamico sunnita e si è laureato in ingegneria all'Università Tishreen di Lattakia.